# Veselîi Podil (Bereznehuvatske), Novîi Buh
Veselîi Podil (în ucraineană Веселий Поділ) este un sat în comuna Bereznehuvatske din raionul Novîi Buh, regiunea Mîkolaiiv, Ucraina.

## Demografie
Componența lingvistică a localității Veselîi Podil
     Ucraineană (100%)
Conform recensământului din 2001, toată populația localității Veselîi Podil era vorbitoare de ucraineană (100%).